# Wu Zhiqiang
Wu Zhiqiang (em chinês:  吴智强; Tongliao, 10 de abril de 1994) é um velocista chinês que compete em provas de 100 m. Representou a China nos Jogos Olímpicos de 2020, em Tóquio, onde obteve a medalha de bronze com a equipe de revezamento 4×100 metros.

## Carreira
Nas Olimpíadas de Tóquio, celebradas em 2021, integrou o quarteto chinês de revezamento 4×100 metros ao lado de Tang Xingqiang, Xie Zhenye e Su Bingtian que terminou em quarto lugar na final. Porém com a desclassificação da Grã-Bretanha, a China foi elevada a terceira posição, conquistando a medalha de bronze logo em sua primeira participação olímpica.